# Edward S. Morse

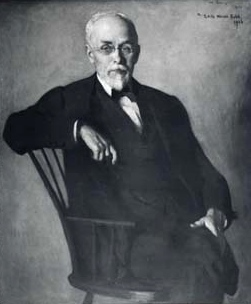
Edward Sylvester Morse.

Edward Sylvester Morse (Portland, estado de Maine, 18 de junio de 1838 - Salem, 20 de diciembre de 1925) fue un profesor de biología, estadounidense, que trabajó en la Universidad de Tokio al comienzo de la era Meiji en Japón, famoso por haber descubierto el Montículo de Oomori, entre los distritos de Ota y Shinagawa de Tokio.

## Biografía
Fue un alumno indómito: le expulsaron de cuatro escuelas y abandonó él mismo la quinta. Prefería explorar el litoral en búsqueda de conchas y caracolas o marchar al campo a estudiar la fauna y la flora, aunque su falta de educación no le impidió seguir una vida ejemplar. Así, por ejemplo, la colecciones que formó durante su adolescencia le valieron muy pronto la visita de eminentes científicos de Boston, Washington e incluso Gran Bretaña. Se especializó especialmente en caracoles terrestres: no contaba ni doce años cuando descubrió dos especies nuevas de talla minúscula: Helix milium y H. astericus. Cuando el británico Philip Pearsall Carpenter (1819-1877) le visitó, decidió recomendarlo a Louis Agassiz (1807-1873) del Museo de Zoología Comparada en vista de sus cualidades intelectuales y su talento como dibujante.
Estudió pues Zoología en la Universidad de Harvard y fue asistente de Louis Agassiz hasta 1861, encargándose de la conservación, catalogación y dibujo de las colecciones de moluscos y braquiópodos. Pasará en adelante toda su vida entre dos instituciones: la Academia de Ciencia Peabody y el Instituto Essex de Salem. En marzo de 1863, junto a otros tres alumnos de Agassiz, cofundó la revista American Naturalist. Se especializó en malacología o estudio de las conchas marinas. En junio de 1877 llegó por primera vez a Japón para investigar los braquiópodos, y se quedó para enseñar en la Universidad de Tokio, donde fue el primer profesor del área de Zoología entre los años 1877 y 1880. Fue él quien presentó por primera vez la teoría de la evolución de Charles Darwin.
Encontró el montículo de Oomori desde la ventana de un tren, cuando se dirigía de Yokohama a Tokio, con lo que se convirtió en pionero de la arqueología científica en Japón. En enero de 1879 volvió a pisar las tierras japonesas y presentó ante la Sociedad de Biología de la Universidad de Tokio la investigación que realizó en el montículo de Oomori. Además tenía mucho interés en las cerámica japonesa, por lo que en el año 1882 volvió a realizar su tercer viaje a la tierra japonesa para recoger ejemplares que luego llevó a Estados Unidos, donde forman parte de la llamada Colección Morse del Museo de Bellas Artes de Boston, cuyo catálogo oriental se ocupó en formar su amigo y compañero en la Universidad Imperial de Tokio, el orientalista Ernest Francisco Fenollosa. En el Peabody Essex Museum de Salem (Massachusetts), se conservan las colecciones de pobladores japoneses de época antigua.
Años más tarde donó también más de 10 000 libros al enterarse de que la colección de libros de la biblioteca de la Universidad de Tokio se redujo a cenizas por el Gran terremoto de Kantō de 1923; su espíritu altruista llegó aún más lejos, pues en su testamento ordenó donar toda su colección de libros a la Universidad de Tokio.
La reputación de Morse está sólidamente asentada tanto en zoología como en etnología, cerámica oriental y museología. Asimismo es autor de un libro sobre astronomía donde se discute la posibilidad de vida extraterrestre. Este autodidacta recibió numerosos títulos universitarios honoríficos, especialmente en Harvard y Yale.

## Publicaciones
Morse escribió abundantes crónicas sobre la sorprendente belleza que encontró en la vida y en las costumbres de los japoneses.
- Shell mounds of Omori (1879)
- Japanese Homes and Their Surrounding (1886). Es una obra que está centrada en la arquitectura doméstica de la clase media, la cual tuvo una gran difusión e importancia por las imágenes y conceptos que dio a conocer en el mundo de la arquitectura.
- Catalogue of the Morse Collection of Japanese pottery (1901)
- Observations on living Brachiopoda (1902)
- Japan day by day (1917). Obra que relata sobre las estadías de Morse en Japón.

- Datos: Q2519303
- Multimedia: Edward S. Morse / Q2519303
- Especies: Edward Sylvester Morse